# Lampretter
 For alternative betydninger, se Vampyrfisk.
Lampretter hører sammen med slimål til gruppen af rundmunde, den mest primitive gruppe af hvirveldyr. Lampretter er kendetegnet ved en rund, kæbeløs mund, hvori der sidder koncentriske rækker af tænder. Med disse tænder kan lampretter bide sig fast i fisk og raspe hud og kød af. I Danmark findes tre arter:
- Bæklampret (Lampetra planeri)
- Flodlampret (Lampetra fluviatilis)
- Havlampret (Petromyzon marinus)

## Kendetegn
Ålelignende væsener uden kæber, gæller og egentlig mund. Med skelet af brusk. Munden er reduceret til en rund "sugekop" med en til flere kredse tænder. Bag øjnene sidder med syv runde åbninger på række som et primitivt gælleapparat. Heraf tilnavnet "Niøjen". Arterne kendes ret let fra hinanden på størrelsen: Bæklampretten er ca. 12-16 cm, flodlampretten ca. 30-40 cm og havlampretten er ca. 60-75 cm.	
Bæklampret og flodlampret er ensfarvede lys-brunlige og har kun én tandkreds. Bæklampretten har næsten sammenhængende rygfinner, mens flodlamprettens rygfinnes to dele er tydeligere adskilte. 
Havlampretten er ensfarvet/stærkt spættet og har flere tandkredse.

## Levevis
Havlampret og flodlampret lever ca. halvdelen af året i havet og vandrer op i floder og åer for at gyde om foråret. Bæklampretten findes hele livet i bække og de øverste løb af åer og floder. Hos alle arterne dør forældrene efter forårets gydning. Flod- og havlampretterne lever i havet som blodsugere og ådselædere på mindre fisk, men tager ikke føde til sig under opgangen i åer og floder. Bæklamprettens larver lever af små bunddyr, og den indtager ikke føde som voksen.	
Lampretter ses oftest flere sammen i februar-juni, hvor alle arterne "leger" (gyder æg/sæd) i fordybninger i grusbunden af bække og åer. 
Alle tre arter er udryddelsestruede i Europa og findes på EF-Habitatdirektivets Bilag-II – en liste med arter, som nationerne skal gøre en særlig indsats for at bevare.

## Klassifikation
Familie: Petromyzontidae
- Underfamilie: Petromyzontinae
  - Slægt: Caspiomyzon
  - Slægt: Entosphenus
  - Slægt: Eudontomyzon
  - Slægt: Ichthyomyzon
  - Slægt: Lampetra
  - Slægt: Lethenteron
  - Slægt: Petromyzon
- Underfamilie: Geotriinae
  - Slægt: Geotria
- Underfamilie: Mordaciinae
  - Slægt: Mordacia